# Nhân vật hư cấu thời Tam Quốc

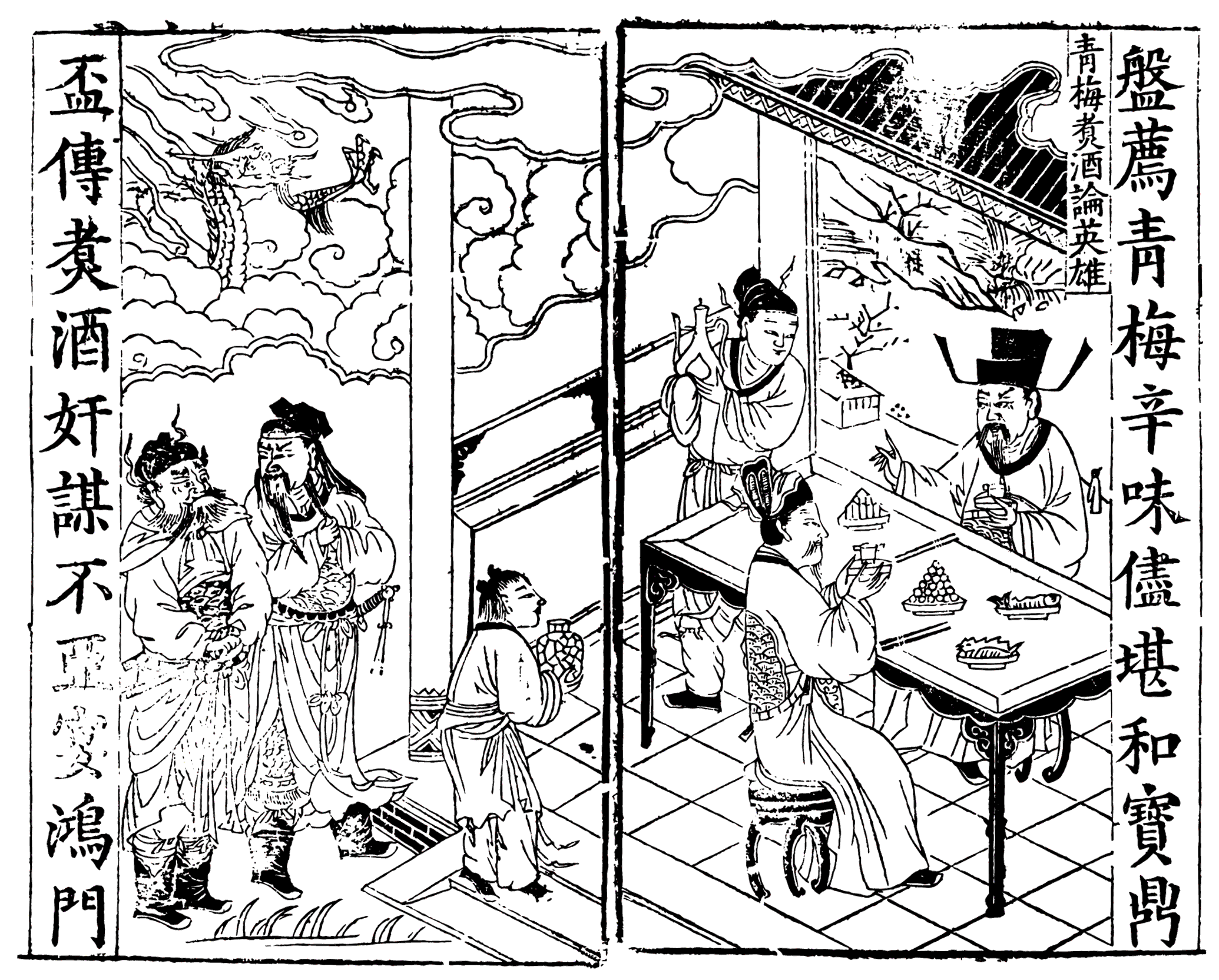
Tiểu thuyết Tam Quốc diễn nghĩa

Thời Tam Quốc là một thời kỳ trong lịch sử Trung Quốc với nhiều nhân vật trong lịch sử, nó cũng là thời đại tạo nguồn cảm hứng cho các loại hình văn học, nghệ thuật cũng như văn hóa đại chúng đương đại. Tác phẩm nổi bật nhất về thời Tam Quốc là tiểu thuyết lịch sử Tam Quốc diễn nghĩa của nhà văn La Quán Trung. Tiểu thuyết này là một thiên trường lịch sử với hàng loạt nhân vật xoay quanh các trận chiến hào hùng, La Quán Trung đã dựa vào các ghi chép của sử sách mà chủ yếu là Tam Quốc chí của Trần Thọ và được Bùi Tùng Chi chú giải cộng thêm với sự thu thập từ các truyền thuyết, các dã sử, câu chuyện dân gian và hư cấu thêm theo nguyên tắc "bảy phần thực, ba phần hư". Rất nhiều nhân vật trong Tam Quốc diễn nghĩa đã được sử sách xác nhận, tuy nhiên vẫn còn nhiều nhân vật chưa thể kiểm chứng bằng chính sử. Sau đó, có hàng loạt tác phẩm văn hóa xuất hiện cùng nhiều nhân vật hư cấu trong thời kỳ này. Dưới đây là danh sách các nhân vật hư cấu trong thời đại Tam Quốc.

## Tam quốc diễn nghĩa
Thời đại Tam Quốc theo La Quán Trung bắt đầu từ năm 183 với cuộc khởi nghĩa Khăn Vàng cho đến khi Tư Mã Viêm thống nhất ba nước vào năm 280, mặc dù hình thế 3 nước chỉ hình thành vào năm 220 khi Tào Phi phế Hán Hiến Đế để lên ngôi vua, hay ít ra là cục diện cơ bản hình thành sau trận Xích Bích.
- Hồi 1:
  - Nam Hoa lão tiên (南華老仙), người truyền Thái Bình yếu thuật cho Trương Giác.[chú 1]
  - Trình Viễn Chí (程远志), tướng Khăn vàng, bị Quan Vũ giết, có nguyên mẫu lịch sử.
  - Đặng Mậu (鄧茂), tướng của Trình Viễn Chí, bị Trương Phi giết.
  - Cung Cảnh (龚景), Thái thú Thanh Châu, cầu viện Lưu Yên. Thái thú Thanh Châu đương thời trong chính sử là Hoàng Uyển.
  - Trình Khoáng (程曠), một trong Thập thường thị, chép sai tên của Thường thị Trình Hoàng [zh].
- Hồi 2:
  - Cao Thăng (高昇), tướng Khăn vàng bị Trương Phi giết.
  - Nghiêm Chính (嚴政), tướng Khăn vàng, người đã giết thủ lĩnh của mình là Trương Bảo rồi đầu hàng quân Hán
  - Tôn Trọng (孫仲), tướng Khăn vàng, bị Lưu Bị bắn hạ.
  - Lưu Khôi (劉恢), thái thú Đại Châu, được ba anh em Lưu Quan Trương cứu viện.
- Hồi 3:
  - Triệu Manh (趙萌), Hiệu úy nhà Hán, nguyên mẫu lịch sử có thể là Hiệu úy Triệu Dung (趙融).
  - Thôi Nghị (崔毅), em trai Thôi Liệt.
- Hồi 4:
  - Đinh Quản (丁管), Thượng thư, phản đối phế đế, mắng Đổng Trác là quốc tặc, bị giết, nguyên mẫu lịch sử có thể là Thượng thư Đinh Cung [zh].
- Hồi 5:
  - Bào Trung (鮑忠) hay Pháo Trung, em của Bào Tín bị Hoa Hùng giết. Nguyên mẫu lịch sử là Bào Thao, em trai Bào Tín.
  - Du Thiệp (俞涉), tướng của Viên Thuật, bị Hoa Hùng giết.
  - Phan Phụng (潘鳳), tướng của Hàn Phức, bị Hoa Hùng giết.
  - Mục Thuận (穆順), tướng của Trương Dương bị Lã Bố hạ.
  - Phương Duyệt (方悅), tướng của Vương Khuông, bị Lã Bố hạ.
  - Vệ Hoằng (衛弘), người giúp đỡ Tào Tháo, nguyên mẫu lịch sử là Vệ Tư [zh] (衛茲).
  - Vũ An Quốc (武安國), tướng của Khổng Dung, bị Lã Bố chém gãy tay.
  - Triệu Sầm (趙岑), tướng của Đổng Trác.
- Hồi 6:
  - Phạm Khang (范康), một trong Bát tuấn, nguyên mẫu lịch sử là Uyển Khang [zh] (苑康).
- Hồi 7:
  - Quan Thuần (關純), quan biệt giá của Hàn Phức, nguyên mẫu lịch sử là Mẫn Thuần [zh] (閔純).
  - Ngô quốc thái (吳國太), vợ lẽ của Tôn Kiên, em gái của Ngô phu nhân, vợ cả của Tôn Kiên, mẹ của Tôn Lãng và Tôn phu nhân.
  - Kiều quốc lão (喬國老), bố của Nhị Kiều, giúp đỡ Lưu Bị gặp mặt Ngô quốc thái.
- Hồi 8:
  - Điêu Thuyền, dịch đúng là Điêu Thiền (貂蟬), giai nhân tuyệt sắc, con nuôi của Vương Doãn, có nguyên mẫu lịch sử.
- Hồi 10:
  - Lý Biệt (李別), cháu của Lý Thôi, người đã báo cáo lại cho Lý Thôi chuyện Phàn Trù tha cho Hàn Toại, sau bị Hứa Chử chém. Nguyên mẫu lịch sử là Lý Lợi [zh], cháu Lý Thôi.
- Hồi 11:
  - Tông Bảo (宗寶), bộ tướng của Khổng Dung, sử dụng một cây giáo, sau bị Quản Hợi chém chết sau vài hiệp. Nguyên mẫu lịch sử có thể là Trịnh Ích (鄭益), con trai Trịnh Huyền.
  - Hỏa Đức Tinh Quân (火德星君), vị thần đến đốt nhà My Trúc.
- Hồi 13:
  - Thôi Dũng (崔勇), tướng của Quách Dĩ, bị Từ Hoảng giết chết sau một hiệp đấu.
- Hồi 14:
  - Tuân Chính (荀正), phó tướng của Kỷ Linh, bị Quan Vũ giết.
  - Phạm Thành (範成), Lạc Dương lệnh dưới quyền Tào Tháo.
- Hồi 15:
  - Trần Hoành (陳橫), (bính âm: chen heng), tướng của Lưu Do, sau bị Tưởng Khâm giết.
  - Dương Đại Tướng (杨大将), trưởng sử của Viên Thuật, nguyên mẫu là Dương Hoằng (楊弘), có thể là sai sót do chép thiếu chữ Hoằng (弘).
- Hồi 16:
  - Nghiêm phu nhân (嚴夫人), vợ cả của Lã Bố.
  - Tào phu nhân (曹夫人), vợ của Lã Bố, con gái Tào Báo.
  - Trâu phu nhân (鄒夫人), góa phụ của Trương Tế, bị Tào Tháo chiếm đoạt.
- Hồi 17:
  - Lương Cương (梁剛), tướng của Viên Thuật, bị quân Tào bắt rồi xử tử.
  - Vương Hậu (王垕), nhân viên phụ trách lương thảo của Tào Tháo, bị Tào Tháo mượn đầu để trấn an lòng quân. Có nguyên mẫu trong chính sử.
  - Lôi Tự (雷叙), bộ tướng của Trương Tú.
  - Trương Tiên (张先), bộ tướng của Trương Tú, bị Hứa Chử giết.
- Hồi 19:
  - Lưu An (劉安), thợ săn, giết vợ để làm cỗ mời Lưu Bị.
  - Vợ Lưu An (劉安之妻), bị chồng giết hại.
- Hồi 20:
  - Lưu Ngang (劉昂), Bái hầu, con trai của Lưu Trinh, cháu nội Trung Sơn Tĩnh vương Lưu Thắng.
  - Lưu Lộc (劉祿), Chương hầu, con trai của Lưu Ngang.
  - Lưu Luyến (劉戀), Nghi Thủy hầu, con trai của Lưu Lộc.
  - Lưu Anh (劉英), Khâm Dương hầu, con trai của Lưu Luyến.
  - Lưu Kiến (劉建), An Quốc hầu, con trai của Lưu Anh.
  - Lưu Ai (劉哀), Quảng Lăng hầu, con trai của Lưu Kiến.
  - Lưu Hiến (劉憲), Giao Thủy hầu, con trai của Lưu Ai.
  - Lưu Thư (劉舒), Tổ Ấp hầu, con trai của Lưu Hiến.
  - Lưu Nghị (劉誼), Kỳ Dương hầu, con trai của Lưu Thư.
  - Lưu Tất (劉必), Nguyên Trạch hầu, con trai của Lưu Nghị.
  - Lưu Đạt (劉達), Dĩnh Xuyên hầu, con trai của Lưu Tất.
  - Lưu Bất Nghi (劉不疑), Phong Linh hầu, con trai của Lưu Đạt.
  - Lưu Huệ (劉惠), Tế Xuyên hầu, con trai của Lưu Đạt, cha của Lưu Hùng, ông của Lưu Hoành, cụ của Lưu Bị. Tất cả những cái tên từ Lưu Ngang đến Lưu Huệ đều là các tổ tiên của Lưu Bị do tiểu thuyết hư cấu, có nhiều sai lầm.
- Hồi 21:
  - Cát Thái (吉太), tự Xưng Bình (称平), thái y, tham gia kế hoạch mưu sát Tào Tháo. Nguyên mẫu là thái y Cát Bản (Cát Phi).
- Hồi 23:
  - Trần Khánh Đồng, nguyên tác là Tần Khánh Đồng (秦庆童), người hầu trong nhà của Đổng Thừa, người đã vì bất mãn nên đã đi tố giác âm mưu của Đổng Thừa hành thích Tào Tháo.
  - Vân Anh (雲英), người nữ hầu của Đổng Thừa, đồng mưu với Trần Khánh Đồng.
- Hồi 27:
  - Đỗ Viễn (杜遠), dư đảng Khăn vàng, bị Liêu Hóa giết.
  - Hồ Hoa (胡華), cha Hồ Ban, từng làm chức Nghị lang thời Hán Hoàn Đế.
  - Khổng Tú (孔秀), tướng trấn cửa Đông Linh của Tào Tháo, bị Quan Vũ hạ.
  - Hàn Phúc (韓福), thái thú Lạc Dương, bị Quan Vũ hạ.
  - Mạnh Thản (孟坦), phó tướng của Hàn Phúc, bị Quan Vũ hạ.
  - Biện Hỉ (卞喜), tướng phòng thủ ải Phì Thủy, bị Quan Vũ giết.
  - Phổ Tĩnh, nguyên tác Phổ Tịnh (普淨), nhà sư giúp đỡ Quan Vũ phá kế hoạch của Biện Hỉ.
  - Vương Trực, nguyên tác ghi Vương Thực (王植), thái thú Huỳnh Dương, bị Quan Vũ giết.
  - Hồ Ban (胡班), bộ tướng của Vương Trực, con Hồ Hoa.
  - Tần Kỳ (秦琪), bộ tướng của Hạ Hầu Đôn, bị Quan Vũ hạ.
- Hồi 28:
  - Quách Thường (郭常), người đã bảo vệ ngựa Xích Thố cho Quan Vũ khỏi bị trộm.
  - Quan Định (關定), cha của Quan Bình, người đã gửi gắm Quan Bình cho Quan Vũ.
  - Quan Ninh (關寧), anh trai của Quan Bình.
  - Bùi Nguyên Thiệu (裴元紹), dư đảng Khăn Vàng, bị Triệu Vân giết.
  - Chu Thương (周倉), dư đảng Khăn Vàng, về sau trở thành hộ vệ của Quan Vũ, có ghi chép trong Sơn Tây Thông chí (không phải chính sử).
- Hồi 30:
  - Triệu Duệ (趙睿), còn dịch thành Triệu Hiếu hay Triệu Tuấn, đốc tướng của Viên Thiệu, theo Thuần Vu Quỳnh thủ Ô Sào, bị quân Tào tập kích chết, nguyên mẫu lịch sử là Triệu Duệ (趙叡).
  - Tân Minh (辛明), tướng của Viên Thiệu, người được lệnh đem năm vạn quân đi cứu Lê Dương, đi ngay trong đêm.
- Hồi 32:
  - Uông Chiêu (汪昭), tướng của Viên Đàm, bị Từ Hoảng chém chết sau vài hiệp đấu.
  - Sầm Bích (岑璧), tướng của Viên Đàm, bị Lã Khoáng chém chết sau vài hiệp đấu.
- Hồi 33:
  - Bành An (彭安), tướng của Viên Đàm, bị Từ Hoảng chém chết sau vài hiệp đấu.
  - Ô Hoàn Xúc (烏桓觸), Thứ sử U Châu, thực ra là chép sai tên của Tiêu Xúc. Hay nói cách khác, Ô Hoàn Xúc và Tiêu Xúc là cùng một người.
- Hồi 34:
  - Trương Vũ (張武), thủ lĩnh sơn tặc ở Giang Hạ, bị Triệu Vân đâm chết sau chưa đầu 3 hiệp đấu. Trương Vũ chính là người chủ đầu tiên của ngựa Đích Lư (sau bị Triệu Vân dâng cho Lưu Bị).
  - Trần Tôn (陳孫), thủ lĩnh sơn tặc ở Giang Hạ, bị Trương Phi đâm chết khi định đoạt lại ngựa Đích Lư.
- Hồi 36:
  - Lưu Bí (劉泌), còn đọc là Lưu Tiết, cậu của Lưu Phong.
  - Từ Khang (徐康), em trai Từ Thứ, chết tại quê nhà.
- Hồi 40:
  - Lý Khuê (李珪), thuộc quan của Lưu Biểu, bị Thái Mạo xử tử.
- Hồi 41:
  - Hạ Hầu Ân (夏侯恩), bộ tướng của Tào Tháo, người giữ kiếm Thanh Công, bị Triệu Vân giết.
  - Thuần Vu Đạo (淳于導), bộ tướng của Tào Nhân, bị Triệu Vân giết.
  - Yến Minh (晏明), bộ tướng của Tào Hồng, bị Triệu Vân giết.
  - Chung Tấn (鐘縉), bộ tướng Hạ Hầu Đôn, bị Triệu Vân giết.
  - Chung Thân (鐘紳), bộ tướng Hà Hậu Đôn, bị Triệu Vân giết.
- Hồi 42:
  - Hạ Hầu Kiệt (夏侯杰), bộ tướng của Tào Tháo, bị Trương Phi gào cho vỡ mật mà chết.
- Hồi 45:
  - Thái Huân (蔡塤), còn dịch là Sái Huân, em trai của Thái Mạo, bị Cam Ninh bắn tên giết chết.
  - Thái Hòa (蔡和), còn dịch là Sái Hòa, em Thái Mạo, trá hàng Đông Ngô.
  - Thái Trung (蔡中), còn dịch là Sái Trung, em Thái Mạo, trá hàng Đông Ngô.
- Hồi 48:
  - Lã Thông (呂通), bộ tướng của Tào Tháo, có thể là Lý Thông chép sai.
- Hồi 52:
  - Lưu Hiền (劉賢), con trai của Lưu Độ.
  - Hình Đạo Vinh (邢道榮), đại tướng của Lưu Độ, một viên tướng được Lưu Hiền giới thiệu là sức địch muôn người, sử dụng búa khai sơn. Sau bị Triệu Vân giết.
  - Bào Long (鮑隆), còn dịch là Pháo Long, Quản quân Hiệu úy dưới trướng của Triệu Phạm, xuất thân là tay săn bắn ở vùng núi Quế Dương, từng bắn giết được hai con hổ một lúc, cậy mình có sức khoẻ, sau bị Triệu Vân giết.
  - Trần Ứng (陳應), Quản quân Hiệu úy dưới trướng của Triệu Phạm, xuất thân là tay săn bắn ở vùng núi Quế Dương, có tài lao đinh ba, sau bị Triệu Vân giết.
- Hồi 53:
  - Củng Chí (鞏志), quân sư của Kim Toàn, sau đầu hàng Lưu Bị.
  - Dương Linh (楊齡), tướng của Hàn Huyền, bị Quan Vũ giết sau chưa đầy ba hiệp.
  - Giả Hoa (賈華), tướng của Tôn Quyền.
  - Qua Định (弋定), người cùng làng với Thái Sử Từ, nhận làm nội ứng để phá thành Hợp Phì, bị phát hiện và bị giết, Thái Sử Từ sau đó trúng kế tử trận.
- Hồi 57:
  - Hoàng Khuê (黃奎), Thị lang, hợp mưu với Mã Đằng để giết Tào Tháo.
  - Lý Xuân Hương (李春香), vợ của Hoàng Khuê.
  - Miêu Trạch (苗澤), em vợ Hoàng Khuê, thông dâm với Lý Xuân Hương.
- Hồi 58:
  - Chung Tiến (鐘進), còn dịch là Chung Tấn, em của Chung Do, bị Bàng Đức chém chết.
  - Tào Vĩnh (曹永), bộ tướng của Tào Nhân, bị Bàng Đức chém chết.
- Hồi 61:
  - Chu Thiện (周善), tướng của Tôn Quyền, cải trang sang Thục để dụ Tôn Thượng Hương đem A Đẩu về Ngô, sau bị lộ và bị Trương Phi giết.
- Hồi 62:
  - Tử Hư Thượng nhân (紫須上人), một dị nhân núi Cẩm Bình biết trước được số sinh, tử, quý, tiện cho người khác.
- Hồi 64:
  - Dương Tùng (楊松), quân sư của Trương Lỗ, ghen ghét và gièm pha Mã Siêu.
  - Dương Bách (楊柏), còn dịch là Dương Vệ, tướng của Trương Lỗ, em của Dương Tùng, nguyên mẫu là Dương Bạch (楊白).
- Hồi 65:
  - Lưu Tuấn (劉晙), bộ tướng của Lưu Chương, bị Triệu Vân đâm chết.
  - Mã Hán (馬漢), bộ tướng của Lưu Chương, bị Triệu Vân đâm chết.
  - Bàng Nghĩa (龐義), bộ tướng của Lưu Chương, nguyên mẫu lịch sử là Bàng Hi.
- Hồi 66:
  - Mục Thuận (穆顺), hoạn quan, tham dự âm mưu mưu sát Tào Tháo, bị Tào Tháo phát hiện, cả nhà bị giết.
  - Vệ Khải (衛凱), quan Thị trung, nguyên mẫu lịch sử là Vệ Ký.
- Hồi 67:
  - Xương Kỳ (昌奇), phó tướng của Dương Nhiệm bị Hạ Hầu Uyên giết sau ba hiệp.
- Hồi 69:
  - Triệu Nhan (趙顏), người được Quản Lộ xem bói.
- Hồi 70:
  - Hạ Hầu Đức (夏侯德), cháu của Hạ Hầu Uyên, bị Nghiêm Nhan chém.
- Hồi 71:
  - Vệ Đạo Giới (衛道玠), chồng cũ của Thái Diễm, nguyên mẫu lịch sử là Vệ Trọng Đạo.
  - Đổng Kỷ (董紀), chồng của Thái Diễm, nguyên mẫu lịch sử là Đổng Tự [zh].
  - Mộ Dung Liệt (慕容烈), bộ tướng của Văn Sính, bị Triệu Vân giết.
  - Tiêu Bính (焦炳), hay Tiêu Bỉnh, tướng của Ngụy, bị Triệu Vân giết.
- Hồi 73:
  - Địch Nguyên, hay Trạch Nguyên (翟元), bộ tướng của Tào Nhân, bị Quan Bình giết.
  - Hạ Hầu Tồn (夏侯存), bộ tướng của Tào Nhân, bị Quan Vũ giết sau một hiệp đấu.
- Hồi 73:
  - Lý phu nhân (李夫人), vợ Bàng Đức.
- Hồi 74:
  - Tả Hàm (左咸), thuộc hạ của Tôn Quyền, đề nghị Tôn Quyền chém đầu Quan Vũ.
- Hồi 78:
  - Ngô áp ngục (吳押獄), quan coi ngục giam giam giữ Hoa Đà, được Hoa Đà trước khi chết truyền thụ Thanh nang thư, nhưng chưa kịp học tập thì sách đã bị vợ đốt để tránh phiền phức.
- Hồi 80:
  - Tổ Bật (祖弼), quan giữ ấn tín của Hán Hiến Đế.
  - Thượng Cử (尚举), hầu tước của Hán, nguyên mẫu lịch sử là Hướng Cử (向举).
  - Triệu Tộ (趙祚), quan Biệt giá của Hán, nguyên mẫu lịch sử là Triệu Tạc (赵莋).
  - Lại Trung (赖忠), quan Thái thường của Hán, nguyên mẫu lịch sử là Lại Cung.
  - Hoàng Quyền (黄权), quan Quang lộc khanh của Hán, xuất hiện đồng thời với đại thần Hoàng Quyền, nguyên mẫu lịch sử là Quang lộc huân Hoàng Trụ (黄柱).
  - Hà Tăng (何曾), quan Tùng sự của Hán, nguyên mẫu lịch sử là Hà Tông.
- Hồi 81:
  - Lý Ý (李意), ông lão thần bí dự báo thất bại của quân Hán.
  - Phó Đồng (傅彤), tướng nhà Hán, hộ vệ của Lưu Bị, nguyên mẫu lịch sử là Phó Dung.
  - Phạm Cương (范疆), bộ tướng của Trương Phi, nguyên mẫu lịch sử là Phạm Cường (范强).
- Hồi 82:
  - Đàm Hùng (譚雄), bộ tướng của Tôn Hoàn bị Quan Hưng bắt và giết.
  - Thôi Vũ (崔禹), bộ tướng của Chu Nhiên, bị Trương Bào bắt sống sau một hiệp đấu.
- Hồi 83:
  - Hạ Tuân (夏恂), bộ tướng của Hàn Đương, bị Trương Bào đâm chết.
  - Chu Bình (周平), em trai của Chu Thái, bị Quan Hưng đâm chết.
  - Sử Tích (史迹), bộ tướng của Phan Chương, bị Hoàng Trung giết sau ba hiệp.
- Hồi 84:
  - Thuần Vu Đan (淳于丹), bộ tướng của Lục Tốn. Nguyên mẫu lịch sử là Tiên Vu Đan, tướng lĩnh có thật nước Ngô.
- Hồi 87:
  - Quan Sách (關索), con thứ ba của Quan Vũ.
  - Ngạc Hoán (鄂煥), bộ tướng của Cao Định, Ngạc Hoán mình cao chín thước, mặt mũi hung ác, dùng chiếc phương thiên kích, có sức khoẻ muôn người khôn địch. Ngạc Hoán bị quân Hán gài mưu lợi dụng đã đâm chết cả Ung Khải và Chu Bao. Sau được quân Thục phong cho làm nha tướng của Cao Định.
  - Kim Hoàn Tam Kết (金環三結), tướng của Mạnh Hoạch, bị Triệu Vân giết.
  - Đổng Đồ Na (董荼那), hay Đổng Trà Na, tướng của Mạnh Hoạch, sau bị Mạnh Hoạch xử tử.
  - A Hội Nam (阿會喃), tướng của Mạnh Hoạch, sau bị Mạnh Hoạch xử tử.
  - Mang Nha Trường (忙牙長), tướng của Mạnh Hoạch, từng chiến thắng Vương Bình trong một cuộc dụng độ, sau bị Mã Đại giết.
- Hồi 88:
  - Mạnh Ưu (孟优), em trai của Mạnh Hoạch, sau cùng anh đầu hàng quân Hán.
- Hồi 89:
  - Đóa Tư đại vương (朵思大王), động chúa động Thứu Long (禿龍洞).
  - Mạnh Tiết (孟节), anh trai ruột của Mạnh Hoạch, một ẩn sĩ, bất mãn với Mạch Hoạch nên xa lánh thế sụ.
  - Dương Phong (楊鋒), chúa động Ngân Dã, có trong tay 3 vạn quân mặc thiết giáp, giỏi nghề trèo non vượt suối, tự giới thiệu là có năm con tinh thông võ nghệ, người nào cũng mình beo dáng hổ, tướng giữ sức mạnh, Dương Phong còn có ba chục cô gái Man, múa đao che mộc cực giỏi, người nào cũng xõa tóc, đi chân không. Sau này Dương Phong bắt Mạnh Hoạch nộp cho Gia Cát Lượng
- Hồi 90:
  - Đái Lai động chủ (帶來洞主), em của Chúc Dung.
  - Chúc Dung phu nhân (祝融夫人), vợ Mạnh Hoạch.
  - Mộc Lộc đại vương (木鹿大王), động chúa Bàn Xà động (八納洞).
  - Ngột Đột Cốt (兀突骨), vua nước Ô Qua (烏戈國).
  - Thổ An (土安), dịch nhầm thành Sĩ An, tướng của Ngột Đột Cốt.
  - Hề Nê (奚泥), tướng của Ngột Đột Cốt.
- Hồi 91:
  - Trương Thao (張韜), người cận thần của Quách quý phi.
  - Lã Nghĩa (呂義), tướng Hán tham gia Bắc phạt, nguyên mẫu lịch sử là Lã Nghệ.
  - Quan Ung (官雝), tướng Hán tham gia Bắc phạt, nguyên mẫu lịch sử là Thượng Quan Ung (上官雝).
- Hồi 92:
  - Hàn Đức (韓德), võ tướng của Tào, bị Triệu Vân giết.
  - Hàn Anh (韓瑛), con cả của Hàn Đức, bị Triệu Vân giết.
  - Hàn Dao (韓瑤), con thứ của Hàn Đức, bị Triệu Vân giết.
  - Hàn Quỳnh (韓瓊), con Hàn Đức, bị Triệu Vân giết.
  - Hàn Kỳ (韓琪), con Hàn Đức, bị Triệu Vân giết.
  - Phan Toại (潘遂), bộ tướng của Hạ Hầu Mậu bị Triệu Vân đánh chạy.
  - Đổng Hi (董禧), bộ tướng của Hạ Hầu Mậu, bị Quan Hưng giết.
  - Tiết Tắc (薛則), bộ tướng của Hạ Hầu Mậu, bị Trương Bào giết.
  - Bùi Tự (薛則), tướng Hán, giả danh là bộ tướng tâm phúc của Hạ Hầu Mậu, chuyên đi truyền tin, sau bị Khương Duy vạch trần.
  - Thôi Lượng (崔諒), Thái thú quận An Định, bị Trương Bào chém chết.
  - Dương Lăng (楊陵), Thái thú quận Nam An, em trai của Dương Phụ, bị Quan Hưng chém chết.
- Hồi 94:
  - Triệt Lý Cát (徹里吉), vua Tây Khương.
  - Nhã Đan (雅丹), thừa tướng văn của Tây Khương.
  - Việt Cát (越吉), nguyên soái võ của Tây Khương.
  - Hàn Trinh (韓禎), tướng Hán phòng thủ ải Tây Bình.
  - Lương Kỳ (梁畿), tham quân Ngụy, được Tư Mã Ý cử đến trì hoãn Mạnh Đạt. Nguyên mẫu lịch sử là tham quân Lương Kỷ [zh].
- Hồi 95:
  - Tô Ngung (蘇顒), bộ tướng của Quách Hoài bị Triệu Vân giết.
  - Vạn Chính (萬政), bộ tướng của Quách Hoài, bị Triệu Vân bắn một phát tên ngã lăn xuống khe núi. Sau đó Triệu Vân chỉ cảnh cáo và tha chết cho.
  - Trần Tạo (陳造), tướng của Tào Chân, bị Mã Đại chém chết.
- Hồi 96:
  - Trương Phổ (張普), bộ tướng của Tào Hưu bị Từ Thịnh đánh cho bỏ chạy sau vài hiệp, sau bị Chu Hoàn chém chết.
  - Tiết Kiều (薛喬), bộ tướng của Tào Hưu bị Toàn Tôn của Ngô đánh bại phải bỏ chạy.
- Hồi 97:
  - Ngân Tường (鄞祥), bộ hạ của Khổng Minh, đồng hương của Hác Chiêu, tự tiến cử đi du hàng Hác Chiêu không thành công, nguyên mẫu lịch sử là Cận Tường (靳详).
  - Tạ Hùng (謝雄), tướng Thục, tỳ tướng của Khổng Minh, bị Vương Song hạ sau chưa đầy ba hiệp.
  - Cung Khởi (龔起), tướng Thục, tỳ tướng của Khổng Minh, bị Vương Song hạ nhanh chóng.
- Hồi 100:
  - Tần Lương (秦良), tướng Ngụy, phó tướng của Tào Chân, bị Liêu Hóa giết sau một trận phục kích.
  - Cẩu An (苟安), bộ tướng của Lý Nghiêm, phản Hán hàng Ngụy.
- Hồi 102:
  - Sầm Uy (岑威), tướng của Ngụy, phụ trách dẫn quân dắt trâu ngựa gỗ vận lương của quân Ngụy.
  - Trịnh Văn (鄭文), tướng của Ngụy, trá hàng bị Khổng Minh phát hiện nên tương kế tựu kế để đánh bại Tư Mã Ý sau đó chém Trịnh Văn.
  - Tần Minh, em ruột của Tần Lãng, bị Trịnh Văn chém chết.
  - Đỗ Duệ (杜叡), tỳ tướng Thục, nghe lệnh Khổng Minh vào hang Hồ Lô làm trâu gỗ ngựa máy.
  - Hồ Trung (胡忠), tỳ tướng Thục, nghe lệnh Khổng Minh vào hang Hồ Lô làm trâu gỗ ngựa máy, nguyên mẫu lịch sử là Tham quân Hồ Trung (狐忠).
- Hồi 103:
  - Trương Cầu (張球), bộ tướng của Mãn Sủng, lập công lớn trong việc đánh bại quân Ngô do Gia Cát Cẩn chỉ huy.
- Hồi 106:
  - Luân Trực (伦直), Tham quân của Công Tôn Uyên, nguyên mẫu lịch sử là tướng quân Luân Trực (綸直).
  - Thiện Diễn (單衍), Đại tướng quân của Công Tôn Uyên, nguyên mẫu lịch sử là tướng quân Ti Diễn (卑衍).
  - Bùi Cảnh (裴景), Tả đô đốc của quân Ngụy trong chiến dịch tấn công Công Tôn Uyên.
  - Cừu Liên (仇連), Hữu đô đốc của quân Ngụy trong chiến dịch tấn công Công Tôn Uyên.
  - Trần Quần (陳群), Quân tư mã của quân Ngụy trong chiến dịch tấn công Công Tôn Uyên, nguyên mẫu lịch sử là Quân tư mã Trần Khuê (陳珪).
  - Tất Phạm (畢範), môn khách của Tào Sảng, nguyên mẫu lịch sử là Tất Quỹ.
- Hồi 107:
  - Phan Cử (潘舉), bộ tướng của Tào Sảng, giữ cửa thành.
  - Nga Hà Thiêu Qua (俄何烧戈), tướng Khương. Trong chính sử ghi chép là hai người Ngạ Hà (饿何) và Thiêu Qua (烧戈).
- Hồi 109:
  - Vương Thao (王韜), chủ bộ của quân Tư Mã Chiêu, khi Tư Mã Chiêu bị vây, Vương Thao tham mưu cho Tư Mã Chiêu bắt chước người xưa làm lễ cầu khấn nước, quả nhiên linh nghiệm.
- Hồi 110:
  - Cát Ung (葛雍), tướng của Vô Khâu Kiệm, bị Đặng Ngải chém sau chưa đầy một hiệp.
  - Tống Bạch (宋白), quan huyện lệnh huyện Thận, khi Vô Khâu Kiệm chạy đến đây, ông ta mở cửa thành tiếp vào, mở tiệc khoan đãi. Vô Khâu Kiệm say quá, Tống Bạch sai người giết chết, rồi đem đầu đến nộp quân Ngụy.
  - Trương Minh (張明), nha tướng của Vương Kinh.
  - Hoa Vĩnh (花永), nha tướng của Vương Kinh.
  - Lưu Đạt (劉達), nha tướng của Vương Kinh.
  - Chu Phương (朱芳), nha tướng của Vương Kinh.
- Hồi 111:
  - Bào Tố (鮑素), tướng của Hán, đóng quân tại trại ở hang núi Kỳ Sơn, bị Trần Thái đánh vỡ, chết trận.
- Hồi 112:
  - Trần Tuấn (陈俊), bộ tướng của Tư Mã Chiêu.
  - Vương Chân (王真), bộ tướng của Tư Mã Vọng, bị tướng Thục là Phó Thiêm bắt sống sau 10 hiệp đấu và bị quân Thục đâm chết.
  - Lý Bằng (李鵬), bộ tướng của Tư Mã Vọng, bị tướng Thục là Phó Thiêm rút một cây quất sắt bốn ngạnh vút một quất vào giữa mặt nên bậc nổ con ngươi ra ngoài, chết ngã xuống ngựa.
  - Tăng Tuyên (曾宣), bộ tướng của Gia Cát Đản, sau đầu hàng quân Ngụy, Tăng Tuyên phụ trách giữ cửa thành bèn dâng cửa bắc, mở toang cửa cho quân Ngụy kéo vào.
- Hồi 113:
  - Hoàn Ý (桓懿), Thượng thư Đông Ngô, bị Tôn Lâm giết, nguyên mẫu lịch sử là Hoàn Di.
  - Trịnh Luân (鄭倫), phó tướng của Đặng Ngải, bị Liêu Hóa giết trong một trận phục kích.
  - Đặng Trình (鄧程), quan lại Đông Ngô.
  - Can Hưu (干休), ông già trên đường thấy Tôn Hưu tức vị.
  - Đảng Quân (黨均), quân sư của Đặng Ngải, Đảng Quân xin đi vào Thục để ly gián nước Thục. Đặng Ngải sai Đảng Quân mang vàng ngọc, châu báu vào Thành Đô, kết liên với Hoàng Hạo, nói phao lên rằng Khương Duy có bụng oán thiên tử, không bao lâu tất về hàng Ngụy. Hậu chủ lập tức sai người đi gấp đòi Khương Duy về triều.
- Hồi 115:
  - Vương Quán (王灌), bộ tướng của Đặng Ngải, bày kế trá hàng bị Khương Duy nhìn thấu, nhảy sông mà chết.
- Hồi 116:
  - Thiệu Hoãn (邵緩), hộ vệ của Đặng Ngải.
  - Lưu Thật (劉實), Tướng quốc Tham quân của Ngụy, nguyên mẫu lịch sử là Tham Tướng quốc quân sự Lưu Thực.
  - Lư Tốn (盧遜), tướng nhà Hán phòng thủ tại ải Nam Trịnh vì đắc thắng đuổi theo Chung Hội nên đã bị Tuân Khải bắn tên giết chết.
  - Ninh Tùy (甯随), phó tướng của Khương Duy, kiến nghị Khương Duy từ Hàm Cốc tấn công Ung Châu, khiến Gia Cát Tự lui quân, tạo điều kiện cho quân Hán lui về Kiếm Các.
  - Viên Bành (爰彭), bộ tướng của Chung Hội, nguyên mẫu là tướng quân Viên Tịnh (爰𩇕).
- Hồi 117:
  - Lý phu nhân (李夫人), vợ của Mã Mặc tướng giữ thành Giang Du, khi Mã Mặc đầu hàng Lý phu nhân đã tự thắt cổ chết để bày tỏ sự trung liệt với nhà Thục.
  - Bành Hòa (彭和), bộ tướng của Gia Cát Chiêm, đem thư sang Đông Ngô cầu cứu.
  - Khâu Bản (丘本), bộ tướng của Đặng Ngải, từng gọi hàng Gia Cát Chiêm không thành, sau công thành Miên Trúc, bị Gia Cát Chiêm đánh bại.
- Hồi 118:
  - Thôi phu nhân (崔夫人), vợ của Lưu Thầm (con Lưu Thiện), tự tử theo chồng để bày tỏ tấm lòng trung liệt.
- Hồi 119:
  - Hoắc Qua (霍戈), Thái thú Kiến Ninh của Thục, nguyên mẫu lịch sử là Hoắc Dặc.
  - Trương Tiết (張節), Hoàng môn thị lang của Ngụy, người phản đối Tư Mã Viêm soán ngôi Ngụy nên đã bị Tư Mã Viêm đánh chết.
- Hồi 120:
  - Trương Thượng (張尚), tướng Tấn, tại chiến dịch diệt Ngô chém chết Lục Cảnh.
  - Trần Nguyên (陳元), tướng Tấn, bộ tướng của Dương Hỗ.
  - Tôn Ký (孫冀), tả tướng quân Đông Ngô, lĩnh quân thay Lục Kháng.

## Tác phẩm khác

### Cổ kịch
- Liên hoàn kế:
  - Nhâm Hồng Xương (任红昌), con gái của Nhâm Ngang (任昂), vào cung làm chức chuyên quản điêu thiền quan, về sau bị Vương Doãn lợi dụng để bày ra kế liên hoàn. Còn có thuyết khác cho rằng tên Điêu Tú Nhi (刁秀兒).
- Tào doanh luyến ca (Tước đài ca nữ):
  - Lai Oanh Nhi (來鶯兒), danh kỹ Lạc Dương, thiếp của Tào Tháo, sau yêu thị vệ Vương Đồ mà cùng Tào Tháo cắt đứt.
  - Vương Đồ (王图), thị vệ của Tào Tháo, hèn yếu vô năng, câu dẫn chủ mẫu Lai Oanh Nhi, sau vi phạm quân pháp phải xử chém, được Lai Oanh Nhi cứu giúp.
- Quan Công từ Tào:
  - Tào Nguyệt Nga (曹月娥), con gái nuôi của Tào Tháo, đem gả cho Quan Vũ nhằm lôi kéo. Quan Vũ muốn về với Lưu Bị, bèn chuốc say rồi để lại Nguyệt Nga. Nguyệt Nga tỉnh lại đuổi theo, lại không lay động được Quan Vũ, bèn rút kiếm tự sát để tác thành danh "trung nghĩa" của chồng.
- Thanh cương kiếm (Thanh công kiếm):
  - Lý Thúy Liên (李翠莲), Triệu Vân đại chiến Trường Bản, mất liên lạc với chủ quân, được Lý Thúy Liên giúp đỡ, hai người kết làm vợ chồng, đến khi Triệu Vân về với Lưu Bị, lưu lại kiếm Thanh công làm tín vật, Thúy Liên sau đó sinh một con trai, 18 năm sau cả nhà đoàn tụ.
- Đối kim trảo (Thu Mã Đại):
  - Hoàng Tái Hoa (黄赛花), nữ sơn tặc ở núi Phi Hổ (飞虎山), sau khi bị Mã Đại đánh bại, kết làm vợ chồng, sau cùng chồng quy thuận Lưu Bị.
- Long phượng cân (Hóa ngoại kỳ duyên):
  - Hoa Man (花鬘), tên khác Hoa Trung Tú (花中秀), con gái của Mạnh Hoạch và Chúc Dung, vợ của Quan Sách.

### Thơ từ
- Khổng tước đông nam phi:
  - Tiêu Trọng Khanh (焦仲卿), tiểu lại quận Lư Giang, vì xung đột quan điểm với gia đình nên tự sát theo vợ.
  - Lưu Lan Chi (劉蘭芝), người quận Lư Giang, vợ của Tiêu Trọng Khanh, bị mẹ chồng đuổi về nhà mẹ đẻ, anh trai bắt ép tái giá, trầm mình tự vẫn.
  - Tần La Phu (秦罗敷), cô gái hái dâu ở đất Hàm Đan, sau chuyển đến Lư Giang.

### Văn học cổ điển
- Cổ kim chú:
  - Tiết Linh Vân (薛灵芸), hay Tiết Dạ Lai (薛夜來), phi tần của Tào Phi, hiệu Trâm thần nương nương.
  - Điền Thượng Y (田尚衣), phi tần của Tào Phi.
  - Đoàn Xảo Tiếu (段巧笑), phi tần của Tào Phi.
  - Mạc Quỳnh Thụ (莫瓊樹), hiệu Thiền Mấn (蟬鬢), phi tần của Tào Phi.
- Hoa Quan Sách truyện:
  - Hồ Kim Định (胡金定), vợ của Quan Vũ, mang thai Quan Sách nên được Trương Phi thả chạy.
  - Hoa Nhạc tiên sinh (花岳先生), ẩn sĩ tại động Ban Thạch núi Khâu Cù, am hiểu binh pháp Hoàng Thạch Công, Lã Vọng, dạy cho Quan Sách binh pháp cùng mười tám ban võ nghệ.
  - Hứa Giáo Sơn (许校山), vốn là sơn tặc, đánh cướp Hồ gia trang bị Quan Sách đánh bại, đầu hàng, theo Quan Sách đi Tây Xuyên.
  - Triệu Nã Vân (赵拿云), vốn là sơn tặc, đánh cướp Hồ gia trang bị Quan Sách đánh bại, đầu hàng, theo Quan Sách đi Tây Xuyên.
  - Trương Cầm Long (张擒龙), vốn là sơn tặc, đánh cướp Hồ gia trang bị Quan Sách đánh bại, đầu hàng, theo Quan Sách đi Tây Xuyên.
  - Mã Đề Hổ (马提虎), vốn là sơn tặc, đánh cướp Hồ gia trang bị Quan Sách đánh bại, đầu hàng, theo Quan Sách đi Tây Xuyên.
  - Phi Quá Giang (飞过江), vốn là sơn tặc, đánh cướp Hồ gia trang bị Quan Sách đánh bại, đầu hàng, theo Quan Sách đi Tây Xuyên.
  - Thiêu Quá Hải (挑过海), vốn là sơn tặc, đánh cướp Hồ gia trang bị Quan Sách đánh bại, đầu hàng, theo Quan Sách đi Tây Xuyên.
  - Khu Đảo Hà (驱倒河), vốn là sơn tặc, đánh cướp Hồ gia trang bị Quan Sách đánh bại, đầu hàng, theo Quan Sách đi Tây Xuyên.
  - Trùy Phiên Hách (锥翻赫), vốn là sơn tặc, đánh cướp Hồ gia trang bị Quan Sách đánh bại, đầu hàng, theo Quan Sách đi Tây Xuyên.
  - Lâu Vấn La (娄问罗), vốn là sơn tặc, đánh cướp Hồ gia trang bị Quan Sách đánh bại, đầu hàng, theo Quan Sách đi Tây Xuyên.
  - Thạch Thái Tuế (石太岁), vốn là sơn tặc, đánh cướp Hồ gia trang bị Quan Sách đánh bại, đầu hàng, theo Quan Sách đi Tây Xuyên.
  - Thảo Thượng Phi (草上飞), vốn là sơn tặc, đánh cướp Hồ gia trang bị Quan Sách đánh bại, đầu hàng, theo Quan Sách đi Tây Xuyên.
  - Băng Thượng Tẩu (冰上走), vốn là sơn tặc, đánh cướp Hồ gia trang bị Quan Sách đánh bại, đầu hàng, theo Quan Sách đi Tây Xuyên.
  - Tống Kim Cương (宋金刚), tướng của Ngô, phụng mệnh Tôn Quyền đem bảo bối dâng cho Tào Tháo, bị Quan Sách đánh chết.
  - Bào Tam Nương (鲍三娘), vợ của Quan Sách, tướng của Hán.
  - Vương Duyệt (王悦), vợ Quan Sách, tướng của Hán.
  - Vương Đào (王桃), vợ Quan Sách, tướng của Hán.
- Phản Tam Quốc diễn nghĩa:
  - Mã Vân Lục (馬雲騄), con gái Mã Đằng, em gái Mã Siêu, vợ Triệu Vân.
  - Phù Dung (芙蓉), thủ lĩnh Phù Dung Khương, vợ Mã Siêu.
  - Tào Thương Thư (曹仓舒), tướng của Tào Tháo, bị Mã Siêu đâm chết, nguyên mẫu lịch sử là Tào Xung, tự Thương Thư.
  - Kim Túc Trụ (金粟柱), kỳ nữ ở huyện Bành Trạch, mến mộ Chu Du, khi Chu Du chết bệnh liền tự sát.
  - Từ Diên (徐延), bộ tướng của Hạ Hầu Uyên, bị Ngụy Diên chém chết.
  - Hồ Vinh (胡荣), bộ tướng của Chung Hội, bị Mã Siêu đâm chết.
  - Dương Tự (杨绪), thuộc hạ của Hạ Hầu Mậu, bị Ngụy Diên bắt giết.
  - Tào Nghĩa (曹义), tướng của Ngụy, theo Tào Tháo thủ Đồng Quan, bị Mã Siêu đâm chết.
  - Tang Quan (臧观), tướng của Ngụy, theo Tào Tháo thủ Đồng Quan, nguyên mẫu lịch sử là Tôn Quan.
- Lịch đại thần tiên thông giám:
  - Gia Cát Quả (诸葛果), con gái của Gia Cát Lượng và Hoàng Nguyệt Anh, về sau phi thăng thành tiên.
  - Gia Cát Hoài (诸葛怀), con trai út của Gia Cát Lượng và Hoàng Nguyệt Anh.
- Tam quốc chí bình thoại:
  - Trương Biểu (张表), em trai của Trương Giác, nguyên mẫu lịch sử là Trương Bảo.
  - Tưởng Hùng (蒋雄), thái thú Quế Dương dưới quyền Tào Tháo.
  - Hàn Quốc Trung (韩国忠), thái thú Vũ Lăng dưới quyền Tào Tháo.
  - Kim Tộc (金族), thái thú Kim Lăng dưới quyền Tào Tháo.
- Điêu Thiền diễm sử:
  - Tiểu Hoàn (小環), thị nữ của Điêu Thiền.
  - Diệu Tịnh (妙靜), ni cô trụ trì am Phúc Thọ, giúp đỡ Điêu Thiền thu thập thi thể, an táng Vương Doãn..
- Tam quốc (Yoshikawa Eiji):
  - Trần Hi (陈嬉), thuộc hạ của Tào Tháo.
  - Lương Kỷ (梁纪), thuộc hạ của Viên Thuật.

### Điện ảnh
- Xích Bích (2008):
  - Cam Hưng (甘興), tướng thủy quân của Ngô, tử trận tại Xích Bích. Nguyên mẫu lịch sử là Cam Ninh.
  - Ly Cơ (骊姬), thị thiếp của Tào Tháo, bị Tào Tháo coi như là hóa thân của Tiểu Kiều nên không quan tâm nàng tên là gì.
  - Hạ Hầu Tuyển (夏侯隽), bộ tướng của Tào Tháo.
  - Ngụy Bí (魏贲), bộ tướng của Tào Tháo.
- Tam quốc chi kiến long tá giáp (2008):
  - La Bình An (罗平安), đòng hương của Triệu Vân, từng theo Triệu Vân đầu nhập Công Tôn Toản và Lưu Bị, về sau phản Hán theo Ngụy, tiết lộ kế hoạch khiến Quan Hưng, Trương Bào tử trận.
  - Tào Anh (曹婴), đại đô đốc Tào Ngụy, cháu gái của Tào Tháo, con gái của Tào Ngang, từ nhỏ ngưỡng mộ Triệu Vân.
  - Nhuyễn Nhi (軟兒), vợ Triệu Vân.
- Quan Vân Trường (2011):
  - Khởi Lan (绮兰), thiếp chưa gả của Lưu Bị, ngưỡng mộ Quan Vũ, sau khi Quan Vũ vượt 5 ải chém 6 tướng từng xin Lưu Bị đem mình gả cho Quan Vũ nhưng Quan Vũ không chấp nhận.
- Đồng Tước đài (2012):
  - Linh Thư (灵雎), con gái của Lã Bố và Điêu Thiền, thanh mai trúc mã của Mục Thuận, từ nhỏ được nhà họ Phục nuôi làm tử sĩ, đưa vào Tào phủ nhằm ám sát Tào Tháo. Nguyên mẫu lịch sử là xác ướp một cô gái trẻ tuổi được chôn sống dưới nền di tích đài Đồng Tước được khai quật năm 2009.
- Chân Tam quốc vô song (2021):
  - Viên Chấn (袁宸), mưu sĩ của Viên Thiệu.

### Phim truyền hình
- Tam quốc diễn nghĩa (1994):
  - Điền Tứ (田四), binh sĩ Thục Hán.
- Tam quốc anh hùng Quan Công (1996):
  - Quan Yến (關燕), con gái Quan Vũ.
  - Tang Tiểu Điệp (桑小蝶), nghĩa muội Hoa Đà.
  - Văn Tú (文秀), con gái Văn Xú.
  - Lã Giác (呂玨), con gái Lã Mông.
  - Công Tôn Tiểu Anh (公孫小嬰), con gái Công Tôn Toản.
- Võ thánh Quan Công (2004):
  - Thanh La (青萝), Đào Hoa (桃花), Kết Nhi (结儿)
- Tân Tam Quốc (2010):
  - Lưu Tam Đao (劉三刀), bộ tướng của Đào Khiêm, bị Lã Bố chém chết, thường bị viết là Lưu Lê (劉刕).
  - Vương Xung (王冲), bộ tướng của Khổng Dung, bị Lã Bố chém chết.
  - Tĩnh Xu (静姝), thị thiếp của Tư Mã Ý, thực ra là gián điệp của Tào Tháo, bị Tư Mã Ý giết chết dù đang mang thai.
  - Phạm Tiến (范进), quân sư của Viên Thuật, hiến kế cắt đứt lương thảo của Tôn Kiên.
  - Đào Cung Nghĩa (陶恭義), thuộc hạ của Đào Khiêm.
  - Lã Bình (吕平), bộ tướng của Tào Tháo, bị Nhan Lương chém chết, nguyên mẫu là Tống Hiến.
  - Hồ Siêu (胡超), bộ tướng của Tào Tháo, bị Nhan Lương chém chết, nguyên mẫu là Ngụy Tục.
  - Phó Tuấn (傅駿), em vợ Tôn Quyền, bị Lục Tốn xử chém vì vi phạm quân kỷ.
  - Mã Hoành (馬橫), gián điệp của quân Ngụy, chính là Tư Mã Ý cải trang.
- Liêm Thạch truyền kỳ (2011):
  - Cam Lệ phu nhân (甘棣夫人), vợ Lục Tích.
  - Viên Phi (袁非), tướng của Ngô, mang dã tâm to lớn.
- Hà Đông sư hống 2 (2012) (河东狮吼2):
  - Đông Phương Minh Lượng (东方明亮), con rể nhà họ Vương, quân sư của Lưu Đại.
  - Vương Nguyệt Anh (王月英), vợ Đông Phương Minh Lương, tài nữ.
- Tân Lạc thần (2013):
  - Tử Yên (紫嫣), nha hoàn thân cận của Chân phu nhân.
  - Vô Ngôn (无言), cận vệ bị câm của Tào Thực.
  - Thôi Lệ (崔丽), vợ Tào Thực.
  - Tôn Vân (孙芸), vợ Tào Chương.
  - Thải Bình (彩屏), vợ Quách Xương.
  - Viên Băng (袁冰).
- Hoàng Phủ Mật truyền kỳ (2014):
  - Thiện Trân (善珍), đệ tử của Hoa Đà, sư phụ của Hoàng Phủ Mật và Hương Linh.
  - Hương Linh (香苓), đệ tử của Thiện Trân, sau cùng Hoàng Phủ Mật quy ẩn.
  - Anh Tuệ (英慧), cô gái được Hoàng Phủ Mật cứu.
  - Bộ Chuẩn (布准), sơn tặc, cùng Hoàng Phủ Mật kết giao.
  - Tư Mã Khôi (司馬魁), đại thần nước Ngụy, đa mưu túc trí, âm mưu đưa con cháu lên ngai vàng.
  - Lương Liễu (梁柳), cháu của Tư Mã Khôi, tư thông với Lệ phi.
- Vũ thần Triệu Tử Long (2015):
  - Hạ Hầu Khinh Y (夏侯轻衣), con gái của Hạ Hầu Kiệt, có tình cảm với Triệu Vân, bị Cao Tắc giết chết.
  - Cao Tắc (高则), tự Văn Định (文定), tướng nước Ngụy, kẻ thù của Triệu Vân, từng mưu sát Hạ Hầu Kiệt, ám sát Bàng Thống, đánh bại Hoàng Trung, cuối cùng bị Triệu Vân giết chết.
  - Triệu An (趙安), cha của Triệu Vân, từng là thị vệ của Hán Thiếu Đế, bị Hạ Hầu Kiệt giết chết.
  - Lý Toàn (李全), tự Nhân Định (仁定), sư đệ của Triệu An, thị vệ của Hán Thiếu Đế, bị Cao Tắc giết chết.
  - Lý Phi Yến (李飛燕), con gái của Lý Toàn, thầm yêu Triệu Vân.
  - Liễu Thận (柳慎), tự Ngôn Thành (言成), bạn thân của Triệu Vân, thầm yêu Phi Yến, hai người cùng theo Triệu Vân tùy tùng Lưu Bị.
  - Liễu Kình Nhi (柳擎儿), bạn thân của Triệu Vân, thầm thích Triệu Vân, bị Cao Tắc giết hại.
  - Cảnh Thuần (耿纯), tự Bá Sơn (伯山), tướng của Hạ Hầu Kiệt, thông đồng với Cao Tắc giết hại Lý Toàn, chiếm Lý Phi Yến làm vợ, cuối cùng bị Phi Yến báo thù.
  - Mã Ngọc Nhu (馬玉柔), tên giả Trâu Ngọc (牛玉), em gái của Mã Siêu, cuối cùng trở thành vợ Triệu Vân.
  - Công Tôn Bảo Nguyệt (公孙宝月), con gái của Công Tôn Toản, thầm thích Triệu Vân, từng ám sát Viên Thiệu không thành, được Mã Siêu cứu.
  - Chu Hoài Trung (周怀忠), đồng hương của Triệu Vân, theo Ngụy, bị Hạ Hầu Kiệt bức phản, Cao Tắc chém chết.
  - Triệu Thập Muội (趙拾妹), em gái nuôi của Triệu Vân, bị Cao Tắc giết chết.
  - Nhạc Uyên (樂淵), sư phụ của Triệu An, Lý Toàn, Hạ Hầu Kiệt, bị Hạ Hầu Kiệt ám hại đẩy xuống vực, Triệu Vân vô tình gặp gỡ, truyền cho Triệu Vân thương pháp, về sau lại gặp gỡ Cao Tắc, cũng truyền lại thương pháp, Cao Tắc học xong bèn hạ độc giết thầy.
  - Lôi Kiều Kiều (雷嬌嬌), con gái của Lôi Đồng, thầm thích Triệu Vân.
  - Đỗ Quyết (杜厥), sơn tặc, bị Triệu Vân chém một cánh tay, về sau giết chết.
  - Khương Phong (姜峰), sơn tặc, bị Triệu Vân giết chết.
  - Thạch Nghiễn (石砚), nha hoàn của Hạ Hầu Khinh Y, bị Cao Tắc giết chết.
  - Bình Nhi (屏兒), nha hoàn của Công Tôn Bảo Nguyệt, bị Công Tôn Toản giết chết cùng cả gia tộc Công Tôn.
  - Mã Khánh (馬慶), tùy tùng của Mã Ngọc Nhu.
- Đại quân sư Tư Mã Ý chi quân sư liên minh (2017):
  - Hầu Cát (侯吉), quản gia của gia tộc Tư Mã.
  - Tư Mã Nhu (司馬柔), con gái của Tư Mã Ý, nguyên mẫu là công chúa Nam Dương.
  - Cấp Bố (汲布), giáo úy của Tào Phi, thầm yêu Trương Xuân Hoa, vì thế nhiều lần ra tay cứu gia đình Tư Mã.

### Trò chơi điện tử
- Tam quốc Triệu Vân truyện:
  - Phàn Quyên (樊娟), thanh mai trúc mã của Triệu Vân.
  - Triệu Tuấn (趙俊), anh trai của Triệu Vân, bị Triệu Vân ngộ sát.
  - Phàn Tú (樊秀), vợ của Triệu Tuấn, chị dâu của Triệu Vân.
  - Văn Lộ (文鹭), em gái nuôi của Mã Siêu, tình nhân của Triệu Vân.
  - Thanh Hành (清行者), thợ rèn binh khí cho ba anh em Lưu Quan Trương.
- Tam quốc chí Khổng Minh truyện:
  - Dương Lan (楊蘭), nữ tướng tộc Khương, từng làm đồng minh của quân Ngụy, sau hàng Thục.
- Tam quốc chí Khương Duy truyện:
  - Ngụy Dung (魏容), con trai của Ngụy Diên, bị Triệu Thống đâm chết.
  - Ngụy Xương (魏昌), con trai của Ngụy Diên, bị Triệu Quảng đâm chết.
  - Tào Lăng (曹綾), công chúa nước Ngụy, em gái Tào Duệ, nhiều lần chỉ huy quân đội đối đầu với Khương Duy, đôi bên sản sinh tình cảm, cuối cùng chết bởi Tư Mã Chiêu đảo chính, nguyên mẫu là công chúa Đông Hương.
  - Cam Tân (甘莘), con gái của Cam Côi, cháu của Cam Ninh, kế thừa vũ dũng của ông nội, về sau lấy Gia Cát Thượng.
- Tam quốc quần anh truyện:
  - Lưu Doanh (劉瑩), con gái của Lưu Bị.
  - Trương Oanh Oanh (張鶯鶯), con gái của Trương Phi, nguyên mẫu lịch sử là Đại Trương hậu.
  - Trương Yến Yến (張燕燕), con gái của Trương Phi, nguyên mẫu lịch sử là Tiểu Trương hậu.
  - Hạ Hầu Quyên (夏侯涓), cháu gái của Hạ Hầu Uyên, vợ của Trương Phi.
  - Triệu Uy (趙葳), em gái của Triệu Vân.
  - Mã Lâm (馬琳), con gái của Mã Siêu.
  - Mã Vân La (馬雲蘿), con gái của Mã Đằng.
  - Hoàng Vũ Điệp (黄舞蝶), con gái của Hoàng Trung.
  - Gia Cát Vân (诸葛芸), con gái của Gia Cát Lượng và Hoàng Nguyệt Anh.
  - Khương Hà (姜霞), con gái của Khương Duy.
  - Lã Văn (吕雯), con gái của Lã Bố, có nguyên mẫu lịch sử.
  - Đào Chỉ (陶芷), con gái của Đào Khiêm.
  - Lưu Huệ Nương (劉慧娘), con gái của Lưu Do.
  - Viên Phương (袁芳), con gái của Viên Thiệu.
  - Viên Hạnh (袁杏), con gái của Viên Đàm.
  - Điền Hân (田欣), con gái của Điền Phong.
  - Văn Nhị (文蕊), con gái của Văn Xú.
  - Đổng Nghi (董宜), con gái của Đổng Trác.
  - Khổng Nguyệt (孔月), con gái của Khổng Trụ.
  - Nghiêm Như Ý (嚴如意), con gái của Nghiêm Bạch Hổ.
  - Hàn Đại (韩黛), con gái của Hàn Phức.
  - Trương Ninh (張寧), con gái của Trương Giác.
  - Toàn Thụy (全瑞), con gái của Toàn Tông.
  - Kim Thái Bình (金菜苹), con gái của Kim Toàn.
  - Đinh Phong (丁枫), con gái của Đinh Nguyên.
  - Cung Anh Liên (龚英莲), con gái của Cung Cảnh.
  - Công Tôn Đình (公孙婷), con gái của Công Tôn Toản.
  - My Trinh (糜贞), chính thê của Lưu Bị, nguyên mẫu lịch sử là My phu nhân.
  - Đinh Dao (丁瑶), chính thê của Tào Tháo, nguyên mẫu lịch sử là Đinh phu nhân.
  - Trương Hinh (張馨), con gái của Trương Liêu.
  - Hạ Hầu Kiều (夏侯娇), con gái của Hạ Hầu Uyên.
  - Vương Quân (王筠), con gái của Vương Lãng.
  - Tôn Quyên (孙娟), con gái của Tôn Kiên, nguyên mẫu lịch sử là vợ Hoằng Tư (弘咨).
  - Tôn Nghê Thường (孙霓裳), con gái của Tôn Kiên, nguyên mẫu lịch sử là mẹ vợ Phan Tuấn.
  - Chu Ngọc (周玉), con gái của Chu Du, nguyên mẫu lịch sử là vợ Tôn Đăng.
  - Thái Sử Chiêu Dung (太史昭容), con gái của Thái Sử Từ.
  - Thiên Hương (天香), vợ của Cam Ninh.
  - Cam Nhược Nam (甘若男), con gái của Cam Ninh.
  - Lỗ Trân (鲁珍), con gái của Lỗ Túc.
  - Gia Cát Kỳ (诸葛琪), con gái của Gia Cát Cẩn, nguyên mẫu lịch sử là vợ Trương Thừa.
  - Lã Tinh (吕菁), con gái của Lã Mông.
  - Mã Thúy (馬翠), con gái của Mã Tắc.
  - Trần Tuyết (陳雪), con gái của Trần Cung.
  - Liêu Cầm (廖琴), con gái của Liêu Hóa.
  - Lưu Châu (劉珠), con gái của Lưu Biểu.
  - Thái Vi (蔡薇), chị gái của Thái Mạo, nguyên mẫu lịch sử là Thái phu nhân.
  - Sĩ Bích (士碧), con gái của Sĩ Nhiếp.
  - Trâu Viên (邹圆), thiếp của Trương Tế.
  - Văn Viện (文媛), con gái của Văn Sính.
  - Đặng Băng (鄧冰), con gái của Đặng Ngải.
  - Trương Bội (張佩), con gái của Trương Tú.
  - Trương Mai (張梅), con gái của Trương Lỗ.
  - Vương Nhược Hoa (王若華), con gái của Vương Doãn.
  - Lục Anh (陆英), con gái của Lục Tốn.
  - Đằng Lệ (滕丽), con gái của Đằng Dận.
  - Kiều Kiều (乔乔), con gái của Kiều Huyền.
  - Tư Mã Linh (司馬鈴), con gái của Tư Mã Ý.
  - Mạnh Hương (孟香), con gái của Mạnh Hoạch.
  - Mục Tháp Nhi (穆塔儿), vợ của Đạp Đốn.
  - Y Nhĩ Luân (依尔伦), nữ tướng lĩnh Tây Lương.
  - Hắc Long động chúa (黑龙洞主), tướng của Mạnh Hoạch.
  - Ngân Hoa phu nhân (银花夫人), em gái của Mạnh Hoạch, vợ của chúa động Hắc Long.
  - Khổng Tước (孔雀), con gái của chúa động Đái Lai.
  - A Thi Mã (阿诗玛), vợ của Sa Ma Kha.
  - Hô Lan (呼兰), con gái của Triệt Lý Cát.
  - Hoa Lê (华黎), con gái của Tả Hiền Vương.
  - Khách Lệ Nhi (喀麗兒), vợ của Khâu Lực Cư.
  - Nguyệt Nha Nhi (月牙兒), nữ tướng.
  - Diệp Ti Uyển (叶丝婉), nữ tướng.
  - A Thi Mã (阿诗玛), nữ tướng.
  - Sa Nhã (莎雅), nữ tướng.
  - Ma Hà La (麻荷蘿), nữ tướng.
  - Thúy Oa (翠娃), nữ tướng.
- Tam quốc đỉnh lập online:
  - Nhan Tử Tình (颜子晴), em gái của Nhan Lương.
- Tam quốc chí đại chiến:
  - Hạ Hầu Nguyệt Cơ (夏侯月姬), cháu gái của Hạ Hầu Uyên, nguyên mẫu lịch sử là Hạ Hầu phu nhân, vợ Trương Phi.
- Mộng Tam Quốc:
  - Biện Ngọc Nhi (卞玉兒), thủ lĩnh sát thủ, chính thất của Tào Tháo, nguyên mẫu lịch sử là Biện phu nhân.
  - La Lệ (蘿莉), con gái của Mã Tắc, từ nhỏ đã am hiểu càn khôn bát quái, cầm trong tay Thất thải tắc tinh chùy vì Hán mà chiến.
  - Ngô Phượng Hi (吴凤熙), mẹ của Tôn Quyền, một đời quốc mẫu.
  - Linh Âm (靈音), từ nhỏ được cứu sống dưới gót kỵ binh Ngụy, am hiểu âm luật, dùng nhạc chiến đấu.
  - Lã Mộng Như (呂夢茹), con gái của Lã Mông, am hiểu ám sát.
  - Lư Vũ Nhi (盧雨兒), con gái của Lư Thực.
  - Lã Kha (吕轲), sát thủ Dạ Nhận, con trai Lã Bố, đào binh.
  - Bố Tiểu Man (布小蛮), con gái rơi của Lã Bố, vạn dặm tìm anh.
- Tam quốc sát:
  - Trương Sở (张楚), con gái lớn của Trương Giác, chị của Trương Ninh.
  - Phùng Dư (冯妤), con gái của Phùng Phương, vợ của Viên Thuật.
  - Đổng Quán (董綰), thiếp của Viên Thuật, bản tính ghen tuông.
  - Đổng Hiệt (董翓), con gái của Đổng Trác, vợ của Ngưu Phụ.
  - Trương Uy (張葳), con gái nuôi của Trương Hoán, bảo vệ dân chúng mà chết.
  - Lý Ngạn (李彦), đồ đệ của Ngọc Chân Tử, sư đệ của Đồng Uyên, sư phụ của Lã Bố.
  - Lư Dịch (盧弈), con gái của Lư Thực, mở trường dạy học.
  - Phàn Ngọc Phượng (樊玉凤), chị dâu của Triệu Phạm.
  - Đinh Thượng Ô (丁尚涴), chính thất của Tào Tháo.
  - Tào Kim Ngọc (曹金玉), tức Kim Hương công chúa, vợ của Hà Yến.
  - Lý Thải Vi (李采薇), vợ của Bàng Đức.
  - Tào Dật (曹轶), cháu gái của Tào Thuần, thống lĩnh Hổ Báo kỵ.
  - Nguyễn Tuệ (阮慧), tức vợ Hứa Doãn.
  - Hạ Hầu Tử Ngạc (夏侯紫萼), em gái nuôi của Hạ Hầu Đôn.
  - Hạ Hầu Tử Ngạc (夏侯子萼), con gái nuôi của Hạ Hầu Đôn.
  - Gia Cát Mộng Tuyết (诸葛梦雪), chị cả của Gia Cát Lượng, vợ của Khoái Kỳ.
  - Gia Cát Như Tuyết (諸葛若雪), chị hai của Gia Cát Lượng, vợ của Bàng Sơn Dân.
  - Dương Uyển (杨婉), vợ của Mã Siêu.
  - Triệu Tương (赵襄), con gái của Triệu Vân và Mã Vân Lộc.
  - Mã Linh Lợi (马伶俐), con gái của Mã Siêu.
  - Lưu Trinh (刘赪), vợ của Hoàng Trung.
  - Trương Cẩn Vân (张瑾云), con gái của Trương Phi, em của Trương Tinh Thái.
  - Chu Hằng (朱恒), tướng của Ngô, nguyên mẫu là Chu Hoàn, đã sửa lại.
  - Tôn Linh Oanh (孙翎鸾), con gái của Tôn Kiên và Đinh phu nhân.
  - Tạ Linh Dục (谢灵毓), tức Tạ phu nhân, chính thê của Tôn Quyền.
  - Triệu Yên (赵嫣), tức Triệu phu nhân, thiếp của Tôn Quyền.
  - Trương Tuyền (张嫙), nguyên hình là Trương phu nhân của Tôn Hạo, con gái Trương Bố.
  - Trương Dao (张媱), nguyên hình là Trương phu nhân của Tôn Hạo, con gái Trương Bố.
  - Chu Di (周夷), nhũ danh Vũ Muội (雨妹), em gái của Chu Du, hứa gả cho Triệu Vân.
  - Chu Cơ (周姬), con gái của Chu Du và Tiểu Kiều.
- Hiên Viên kiếm: Nhất kiếm lăng vân sơn hải tình:
  - Lục Thừa Hiên (陸承軒), con cháu Lục gia Giang Đông, trời sinh thần lực nhưng không biết khống chế, bị người xung quanh xem như quái vật, một lần sức mạnh bạo phát ngộ sát cha mẹ, bị người đời phỉ nhổ, trốn vào trong núi.
- Hiên Viên kiếm: Hán chi vân:
  - Hoàng Phủ Triều Vân (皇甫朝雲), bí danh Yên Phùng (焉逢), thành viên của Phi Vũ, Thiên can thập kiệt đứng đầu, gia đình ly tán trong chiến tranh, trở thành trẻ lang thang, được Triệu Vân cứu, nhận làm đệ tử, sử dụng phương thiên họa kích, theo Gia Cát Lượng năm lần Bắc phạt, cuối cùng chấp hành chỉ thị của triều đình ám sát Gia Cát Lượng, dù thành công nhưng bị em trai song sinh Từ Mộ Vân tiêu diệt.
  - Mã Uẩn (馬蘊), bí danh Đoan Mông (端蒙), thành viên của Phi Vũ, con gái của Mã Lương, lưu lạc Nam Trung được Mã Tắc tìm về. Mã Tắc thất thủ Nhai Đình bị chém, ám sát Gia Cát Lượng hai lần đều thất bại, bị tướng Ngụy Từ Mộ Vân giết chết.
  - Triệu Ngang (趙昂), bí danh Du Triệu (游兆), cháu trai của Triệu Vân, can đảm hơn người, một lòng muốn quang tông diệu tổ, vì không muốn ám sát Gia Cát Lương nên cùng Cường Ngô liều mình xâm nhập trại Ngụy ám sát Tư Mã Ý, cuối cùng thương nặng mà chết.
  - Nghiêm Bằng (严鹏), bí danh Cường Ngô (强梧), tự Tử Quân (子君), thành viên của Phi Vũ, tay cung tay nỏ, bách phát bách trúng, vô cùng kính ngưỡng Gia Cát thừa tướng, vì nhiệm vụ ám sát Gia Cát Lượng mà cùng đồng đội trở mặt thành thù, bị chiến hữu Yên Phùng giết chết.
  - Đồ Duy (徒维), Đồ Duy là bí danh, thành viên của Phi Vũ, dung mạo thanh tú, trầm mặc ít lời, thực ra là người cỏ do Hoành Ngải dùng Gia Cát Lượng làm khuôn mẫu tạo thành, cuối cùng trở về với cát bụi.
  - Hoàng Hán Khanh (黃漢卿), bí danh Chúc Lê (祝犁), tự Tần Tiều (秦樵), thành viên của Phi Vũ, tộc nhân của Hoàng Thừa Ngạn, am hiểu cơ quan cạm bẫy. Từng cùng Phí Đình bày kế chém tướng Trương Cáo của Ngụy, bị tướng Ngụy Từ Mộ Vân giết chết để trả thù.
  - Hoàng Thải Nhi (黃采兒), bí danh Chúc Lê (祝犁), thành viên của Phi Vũ, từ nhỏ theo cha mẹ lên chiến trường, khi Hoàng Hán Khanh, Thư Hoàn Nhi vì nước vong thân, kế thừa vị trí của cha, cải tiến trâu gỗ ngựa máy, giúp Gia Cát Lượng đánh bại quân Ngụy, sau nhiều lần bị kẻ thù Từ Mộ Vân tập kích, cuối cùng bị tướng Ngụy Cửu Du phá trận, sống chết không rõ.
  - Phí Đình (费庭), bí danh Thương Hoành (商横), tự Quý Sở (季楚), thành viên của Phi Vũ, truyền nhân Thái Bình đạo, bạn của Hoàng Hán Khanh, Thư Hoàn Nhi, từng bày kế dụ quân Ngụy vào Kỳ Sơn, cùng Hoàng Hán Khanh liên thủ chém tướng Ngụy Trương Cáo, dẫn tới Từ Mộ Vân trả thù, cuối cùng bị Từ Mộ Vân đánh bại.
  - Chiêu Dương (昭阳), họ Mạc (莫), Chiêu Dương là bí danh, thành viên của Phi Vũ, kiếm khách áo đen, tình nhân của Mã Uẩn, trong một lần làm nhiệm vụ bị tướng Ngụy Khánh Nhi đánh bại, thương nặng mà chết.
  - Sanh Nhi (笙兒), bí danh Hoành Ngải (横艾), thành viên của Phi Vũ, một trong Vu Sơn bốn tiên tử, là nhạc khí sênh hóa thành, không thích giết chóc, ái mộ Gia Cát Lượng, sau lại có tình cảm với Hoàng Phủ Triều Vân, nhưng lại luôn giữ khoảng cách, từng nỗ lực bảo vệ Gia Cát Lượng không thành, cuối cùng trở về Vu Sơn, trước khi đi từng dùng phép giả làm Gia Cát Lượng hiển linh, ngăn cản quân Chung Hội.
  - Thượng Chương (尚章), họ Mã (馬), Thượng Chương là bí danh, thành viên của Phi Vũ, em trai của Mã Uẩn, con trai Mã Tắc, vì lo lắng chị gái nên tuổi trẻ liền nhập ngũ, từng ngăn cản Mã Uẩn ám sát Gia Cát Lượng không thành công, cuối cùng lựa chọn giải ngũ, cùng Tư Đồ Sắc vượt qua quãng đời còn lại.
  - Thư Hoàn Nhi (舒莞兒), đồ đệ của Hào Sơn lão nhân (崤山老人), vợ của Hoàng Hán Khanh, mẹ của Hoàng Thải Nhi, cùng chồng phù tá Lưu Bị, từng tham gia dụ quân Ngụy vào Kỳ Sơn, phá mưu trá hàng của Tào Duệ, khi phu quân bị giết, con trai bị bắt, bèn giả hàng, cùng Từ Mộ Vân đồng quy ư tận, nhưng Từ Mộ Vân lại may mắn thoát chết.
- Hiên Viên kiếm: Vân chi diêu:
- Tam quốc lập chí truyện 2:
  - Ô Hoàn công chúa (乌桓公主), chỉ huy cung tiễn.
  - Mai Tinh Thần (梅精神), một trong tứ đại thần tiên, thủy hệ mưu sĩ.
  - Hạt Vệ Tiên (瞎卫仙), một trong tứ đại thần tiên, hỏa hệ mưu sĩ.
  - Đồng Quân Thần (铜军神), một trong tứ đại thần tiên, vu hệ mưu sĩ.
  - Hoạt Hải Tiên (瞎卫仙), một trong tứ đại thần tiên, nhân hệ mưu sĩ.
- Tam quốc lập chí truyện 3:
  - Dưỡng Do Linh (养由翎), hậu duệ của Dưỡng Do Cơ, vì Dưỡng Do cung mà cùng anh em Lưu Bị tranh chấp.
  - Hoa Nhi (华儿), thầy thuốc.
  - Hồ Cơ (胡姬), xuất hiện sau ải Quan Độ.
  - Phàn Như Ngọc (樊如玉) xuất hiện sau ải Xích Bích.
- Total War: Three Kingdoms:
  - Trịnh Khương (郑姜), nữ tặc, nguyên hình là hai nữ tặc họ Trịnh và họ Khương bị Lưu Trinh tiêu diệt.
- Wo Long: Fallen Dynasty:
  - Hồng Tinh (紅晶), nữ đạo sĩ.
  - Chu Hạ (朱夏), nữ thợ rèn.

### Truyện tranh
- Sangokushi (Yokoyama Mitsuteru):
  - Hồng Phù Dung (鴻芙蓉 Kō Fuyō?), tiểu thư nhà họ Hồng, nhà chủ của Trương Phi, được Lưu Bị cứu trong nạn Khăn Vàng.
  - Hương Lan (香蘭 Kōran?), hôn thê của Lưu Bị, chết trong chạy nạn trận Trường Bản, nguyên mẫu là My phu nhân của Tam Quốc Diễn Nghĩa.
- Thương thiên hàng lộ (苍天航路 Sōten Kōro?):
  - Biện Linh Lung (卞玲珑), tiểu thiếp của Tào Tháo, xuất thân ca kỹ, nguyên mẫu là Biện phu nhân.
  - Đinh Mỹ Hồ (丁美湖), vợ Tào Tháo, sau ly hôn, nguyên mẫu là Đinh phu nhân.
  - Chân Diêu (甄姚), chính thất của Tào Phi, ban đầu là vợ Viên Hi, nguyên mẫu là Chân Mật.
  - Bạch Liên (白莲), chính thê của Tào Tung, mẹ đẻ Tào Tháo, nguyên mẫu là Đinh phu nhân.
  - Hoàn Lâm Minh (环霖明), tiểu thiếp của Tào Tháo, mẹ đẻ của Tào Xung, nguyên mẫu là Hoàn phu nhân.
  - Triệu Thúy Thoan (赵翠湍), tiểu thiếp của Tào Tháo, mẹ đẻ của Tào Mậu, nguyên mẫu là Triệu Cơ.
  - Tống Độ (宋度), con trai của Tống Trung, cùng Ngụy Phúng mưu nổi dậy, bị tru di, có nguyên mẫu lịch sử.
  - Vương Chiêu (王昭), con trai của Vương Xán, cùng Ngụy Phúng mưu nổi dậy, bị tru di, có nguyên mẫu lịch sử.
  - Vương Đam (王耽), con trai của Vương Xán, cùng Ngụy Phúng mưu nổi dậy, bị tru di, có nguyên mẫu lịch sử.
  - Thành Công Hà (成公何), em trai của Thành Công Anh, tướng lĩnh Tào Ngụy, bị Quan Vũ chém chết.
  - Phiếm (泛), đồ đệ của Trương Giác, nữ tướng lĩnh của quân Khăn Vàng Thanh Châu, sau trở thành chỉ huy Thanh Châu binh dưới quyền Tào Tháo.
  - Tân (辛), Đào (陶), Lý (李), Tống Dật (宋镒), thuộc hạ của Tào Tháo khi còn làm Bắc bộ đô úy.
  - Lưu Ký (刘冀), tự Công Đức (公徳), con trai trưởng của Lưu Bị, chết trong trận Trường Bản.
  - Chu Hổ (周虎), bộ tướng của Trương Phi, chết trận khi bảo vệ Lưu Ký.
  - Tôn Diệp Hạ (孙烨夏), con gái của Tôn Kiên.
  - Kình Xích (黥赤), bộ thuộc của Tôn Kiểu, cùng Tôn Kiểu vây công Quan Vũ bị chém chết.
  - A Chính (阿政), đội trưởng canh gác hoàng cung Đông Hán.
  - Nghiêm Trung (严忠), phó tướng của Hoàng Phủ Trung, tham gia trấn áp Khăn Vàng.
  - Tả Lĩnh (左岭), huyện phó huyện Đốn Khâu, tham quan, bị Tào Tháo xử chém.
  - Kiển Sóc (蹇朔), hay Kiển Đồ (蹇图), chú của Kiển Thạc, bị Tào Tháo xử chém.
  - La Nghiêm (罗严), cừ soái quân Khăn Vàng, từng nhiều lần mời Quan Vũ nhập giáo.
  - Lợi Hỏa La (利火罗), quân sư của Viên Thiệu, bị Tào Tháo bắt chém.
  - Thôi Quế (崔桂), vũ tướng của Viên Thiệu, tham gia canh giữ Ô Sào, bị Giả Hủ và Hứa Du uy hiếp.
  - Thương Nha (苍牙), trí giả của tộc Mông Cổ, tại Hứa Đô kết giao Quan Vũ.
  - Khương Tập (姜袭), hiệp khách, tại Hứa Đô kết giao Quan Vũ.
  - Thủy Tinh (水晶), Tây Vực hồ cơ, sau thành thuộc hạ của Tào Tháo, ám sát Trương Nhượng thất bại bị giết, thi thể bị làm nhục.
  - Lý Liệt (李烈), phản quân thủ lĩnh, bị Hứa Chử đập chết.
  - Ngô Độn (吴沌), cùng con trai của Hứa Cống, đệ tử của Vu Cát ám sát Tôn Sách.
  - Thành Mạn (成曼), ngư dân Bình Nguyên, bắt được cá voi đem hiến cho Viên Thiệu.
  - Tế Tĩnh (祭静), thợ thủ công Lạc Dương, bị Tào Tháo giao cho việc tạc tượng Quan Vũ.
- Hỏa Phụng Liêu Nguyên:
  - Liêu Nguyên Hỏa (燎原火), sát thủ của tổ chức Tàn Binh dưới trướng Tư Mã Ý, giỏi dùng thương, kiếm, ám khí, từng dùng tên giả Triệu Hỏa (赵火). Do bất đồng với Tư Mã Ý nên đi theo Lưu Bị dưới tên Triệu Vân.
  - Tiểu Mạnh (小孟), sát thủ của tổ chức Tàn Binh, cao thủ dịch dung, từng làm thái giám trong cung, từng dùng các thân phận giả Điêu Thiền, Đỗ phu nhân, Trâu phu nhân mê hoặc Đổng Trác, Lã Bố, Tần Nghi Lộc [zh]. Bị giết khi ám sát Tào Tháo.
  - Hứa Lâm (许临), Tây Lương đệ nhất mưu sĩ, cha của Hứa Định và Hứa Chử, bị Tư Mã Ý sai Tàn Binh ám sát vì lo sợ.
  - Viên Phương (袁方), con rơi của Viên Thiệu, người đứng đầu Thủy Kính bát kỳ, học trò của Thủy Kính Tư Mã Huy cùng Bát quái Tả Từ, thống soái chính trị quân sự tất cả đều tinh thông, bị chết do Dương Tu phản bội.
  - Tào Viện (曹媛), con gái Tào Báo, thiếp của Lã Bố, trốn chạy lúc mang thái, giúp họ Lã không bị tuyệt hậu.